# استفانو ماکوپی
استفانو ماکوپی (انگلیسی: Stefano Maccoppi؛ زادهٔ ۲۱ آوریل ۱۹۶۲) بازیکن فوتبال اهل ایتالیا است.
از باشگاه‌هایی که در آن بازی کرده‌است می‌توان به باشگاه فوتبال کومو، باشگاه فوتبال پیاچنزا، باشگاه فوتبال آنکونا، و باشگاه فوتبال باری اشاره کرد.